# Henri Klein
Henri Klein (Oberkorn, 14 aprile 1944 – 7 settembre 1995) è stato un calciatore lussemburghese di ruolo attaccante.

## Carriera

### Club
Conosciuto con il soprannome Bizzi, Klein ha iniziato la carriera agonistica nell'Oberkorn, per poi passare a giocare nella massima serie lussemburghese con i 
Red Boys Differdange.
Nel 1964 si trasferisce in Belgio per giocare nel RFC Liegi, club di massima divisione.
Dopo avervi militato due stagioni, passa al Tienen, con cui retrocede in cadetteria al termine della Division I 1966-1967.
Nel 1968 si trasferisce in America per giocare con i canadesi del Vancouver Royals, impegnato nella prima edizione della North American Soccer League. Con i Royals ottenne il quarto ed ultimo posto della Pacific Division. Klein fu capocannoniere della formazione della Columbia Britannica con venti reti segnate in ventisei incontri.
Terminata l'esperienza americana ritorna ai Red Boys, con cui raggiunge la finale della Coupe de Luxembourg 1969-1970, persa contro l'Union Luxembourg.
Nel 1970 si trasferisce nei Paesi Bassi per giocare nel neonato Utrecht, club della massima serie olandese. Con il club di Utrecht ottiene nella stagione d'esordio il nono posto finale, e nell'anno seguente il sesto.
Dopo due stagioni torna ai Red Boys, con cui chiuderà la carriera agonistica nel 1973. Con il club di Differdange gioca anche due incontri, segnando anche una rete, nei sedicesimi di finale della Coppa delle Coppe 1972-1973, competizione da cui Klein e i suoi furono estromessi dai futuri campioni del Milan.

### Nazionale
Dal 1963 al 1967 fece parte della nazionale di calcio del Lussemburgo, sfiorando l'accesso alla fase finale del Campionato europeo di calcio 1964, perso solo dopo lo spareggio contro la Danimarca all'ultimo atto delle qualificazioni. Klein giocò inoltre altri cinque incontri, segnando altre due reti, con la selezione lussemburghese contro nazionali B di altri paesi.

## Statistiche

### Cronologia presenze e reti in Nazionale
| Cronologia completa delle presenze e delle reti in nazionale ― Lussemburgo | Cronologia completa delle presenze e delle reti in nazionale ― Lussemburgo | Cronologia completa delle presenze e delle reti in nazionale ― Lussemburgo | Cronologia completa delle presenze e delle reti in nazionale ― Lussemburgo | Cronologia completa delle presenze e delle reti in nazionale ― Lussemburgo | Cronologia completa delle presenze e delle reti in nazionale ― Lussemburgo | Cronologia completa delle presenze e delle reti in nazionale ― Lussemburgo | Cronologia completa delle presenze e delle reti in nazionale ― Lussemburgo |
| Data                                                                       | Città                                                                      | In casa                                                                    | Risultato                                                                  | Ospiti                                                                     | Competizione                                                               | Reti                                                                       | Note                                                                       |
| -------------------------------------------------------------------------- | -------------------------------------------------------------------------- | -------------------------------------------------------------------------- | -------------------------------------------------------------------------- | -------------------------------------------------------------------------- | -------------------------------------------------------------------------- | -------------------------------------------------------------------------- | -------------------------------------------------------------------------- |
| 30-10-1963                                                                 | Rotterdam                                                                  | Paesi Bassi                                                                | 1 – 2                                                                      | Lussemburgo                                                                | Qual. Euro 1964                                                            | -                                                                          |                                                                            |
| 4-12-1963                                                                  | Lussemburgo                                                                | Lussemburgo                                                                | 3 – 3                                                                      | Danimarca                                                                  | Qual. Euro 1964                                                            | 2                                                                          |                                                                            |
| 10-12-1963                                                                 | Copenaghen                                                                 | Danimarca                                                                  | 2 – 2                                                                      | Lussemburgo                                                                | Qual. Euro 1964                                                            | -                                                                          |                                                                            |
| 18-12-1963                                                                 | Amsterdam                                                                  | Danimarca                                                                  | 1 – 0                                                                      | Lussemburgo                                                                | Qual. Euro 1964                                                            | -                                                                          | Spareggio                                                                  |
| 19-3-1967                                                                  | Lussemburgo                                                                | Lussemburgo                                                                | 0 – 5                                                                      | Belgio                                                                     | Qual. Euro 1968                                                            | -                                                                          |                                                                            |
| Totale                                                                     |                                                                            | Presenze                                                                   | 5                                                                          |                                                                            | Reti                                                                       | 2                                                                          |                                                                            |